# Hertzsprung (kráter)

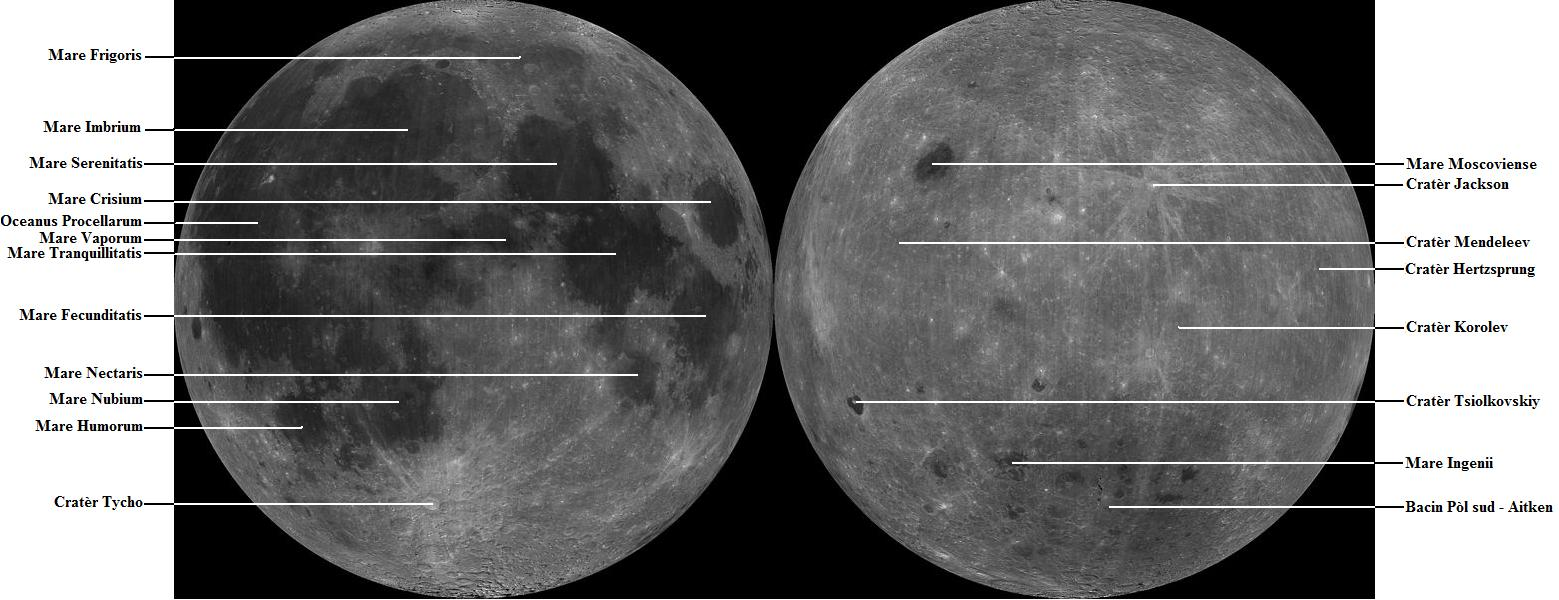
Poloha kráteru Hertzsprung (v pravé části).

Poloha kráteru Hertzsprung (v levé části mapy rovníkové oblasti Měsíce).

Hertzsprung je obrovský kráter nacházející se na odvrácené straně Měsíce a tudíž není pozorovatelný přímo ze Země. Prochází jím lunární rovník. Má průměr 536 km, pojmenován je podle dánského astronoma Ejnara Hertzsprunga. Jeho dno má nízké albedo (je velmi temné), je totiž vyplněno tmavým mořským materiálem podobně jako měsíční moře na přivrácené straně Měsíce. Vnější okrajový val je narušen dopady četných meteoritů, obsahuje řadu malých kráterů.
Jedná se o jeden z nejvýznačnějších kráterů odvrácené polokoule. Hertzsprung sousedí na severovýchodě s kráterem Michelson, na západě s kráterem Vavilov. Dále na východo-jihovýchod lze nalézt rozlehlý kráter Koroljov.

## Catena Lucretius (RNII)
V jihovýchodní části jeho vnějšího okrajového valu začíná řetězec kráterových jamek zvaný Catena Lucretius (RNII), který postupuje západo-severozápadně, dokud se nestřetne s vnitřním valem kráteru. Název je odvozen od blízkého kráteru Lucretius, Mezinárodní astronomická unie jej přidělila roku 1979. RNII v názvu znamená Reaktivnyj naučno-issledovatělskij institut (azbukou Реактивный научно-исследовательский институт), ruský výzkumný institut v raketovém průmyslu.

## Satelitní krátery
V okolí kráteru se nachází několik dalších kráterů. Ty byly označeny podle zavedených zvyklostí jménem hlavního kráteru a velkým písmenem abecedy.
| Hertzsprung | Sel. šířka | Sel. délka | Průměr |
| ----------- | ---------- | ---------- | ------ |
| D           | 3.3° S     | 125.4° Z   | 45 km  |
| H           | 1.3° S     | 124.4° Z   | 21 km  |
| K           | 0.5° J     | 127.6° Z   | 27 km  |
| L           | 0.4° S     | 127.8° Z   | 33 km  |
| M           | 7.5° J     | 128.9° Z   | 36 km  |
| P           | 0.0° S     | 129.3° Z   | 22 km  |
| R           | 0.1° J     | 131.8° Z   | 33 km  |
| S           | 0.6° S     | 132.5° Z   | 47 km  |
| V           | 5.2° S     | 133.3° Z   | 39 km  |
| X           | 3.8° S     | 129.1° Z   | 24 km  |
| Y           | 8.8° S     | 131.2° Z   | 23 km  |